# Малый Люксембургский дворец
Малый Люксембу́ргский дворе́ц, Малый Люксембург, или Резиденция президента (фр. Le Petit Palais du Luxembourg, Le Petit Luxembourg, Hôtel de la Présidence) — историческое здание в 6-м округе Парижа, памятник архитектуры раннего классицизма. С 1825 года является резиденцией президента французского Сената. Здание примыкает к Люксембургскому дворцу с западной стороны, на улице Вожирар.

## История
Здание построено в середине XVI века. Несколько лет спустя, в 1570 году, особняк был приобретён Франсуа де Люксембургом, пэром Франции, который дал ему своё имя. В 1612 году отель (частный особняк) и землю вокруг него приобрела регентша Мария Медичи, повелением которой построили новый дворец. Название «Люксембургский дворец» сохранилось за обоими зданиями, но старый отель называется «Малый Люксембург» (Petit Luxembourg), чтобы отличать его от соседнего большого дворца, который тогда назывался Большим Люксембургом (Grand Luxembourg), ныне Люксембургским дворцом.
В 1627 году Мария Медичи подарила отель своему протеже кардиналу Ришельё. Кардинал, в свою очередь, в 1639 году завещал отель своей племяннице Мари де Комбале, герцогине Эгийон. Людовик II де Бурбон-Конде унаследует его в 1674 году, а затем его сын Анри Жюль де Бурбон-Конде.
Вдова последнего, принцесса Палатин Анна Баварская, между 1709 и 1716 годами заказала расширение и ремонт отеля архитектору Жермену Бофрану. Архитектор удвоил площадь отеля, построив новое западное крыло. Он создал парадный вестибюль с колоннами, который ведёт к монументальной лестнице (нынешняя лестница Бофрана), украшенной зеркалами (1710—1713), что было новинкой для того времени. Парадный этаж состоит из анфилады салонов (салоны Бофрана). В 1729 году Луи де Бурбон-Конде создал в этих помещениях Академию Малого Люксембурга (l’académie du Petit Luxembourg), объединившую многих учёных и художников.
Граф Прованса, брат короля Людовика XVI и будущего Людовика XVIII, поселился в Малом Люксембурге, прежде чем бежать в изгнание. В 1795 году он был назначен в Директорию, и в отеле расположились четверо из пяти директоров, в том числе Сийес, подготовивший государственный переворот 18 брюмера, и Лазар Карно, у которого в 1796 году там родился сын Сади. Через два дня после переворота, там поселились новый первый консул Наполеон Бонапарт и его жена Жозефина Богарне.
В Малом Люксембурге была составлена Конституция VIII года, и 25 декабря 1799 года три консула сформировали правительство. С 1800 по 1804 год во дворце заседал Консервативный Сенат (Le Sénat conservateur), а затем переехал в соседний Большой Люксембург.
В 1825 году государство приобрело дворец, чтобы сделать его резиденцией президента Палаты пэров, и с тех пор, за исключением революционных и военных эпизодов, Малый Люксембург оставался резиденцией президента Высокого собрания (la Haute assemblée).
В 1940 году дворец был оккупирован нацистами и в нём расположился Генеральный штаб Люфтваффе Запада.
В наше время правое крыло, также называемое Президентским отелем, является официальной резиденцией президента Сената: здесь расположены его кабинет, кабинеты его коллег, официальные гостиные и частные апартаменты президента. Здесь находится богато украшенная Капелла Марии Медичи.

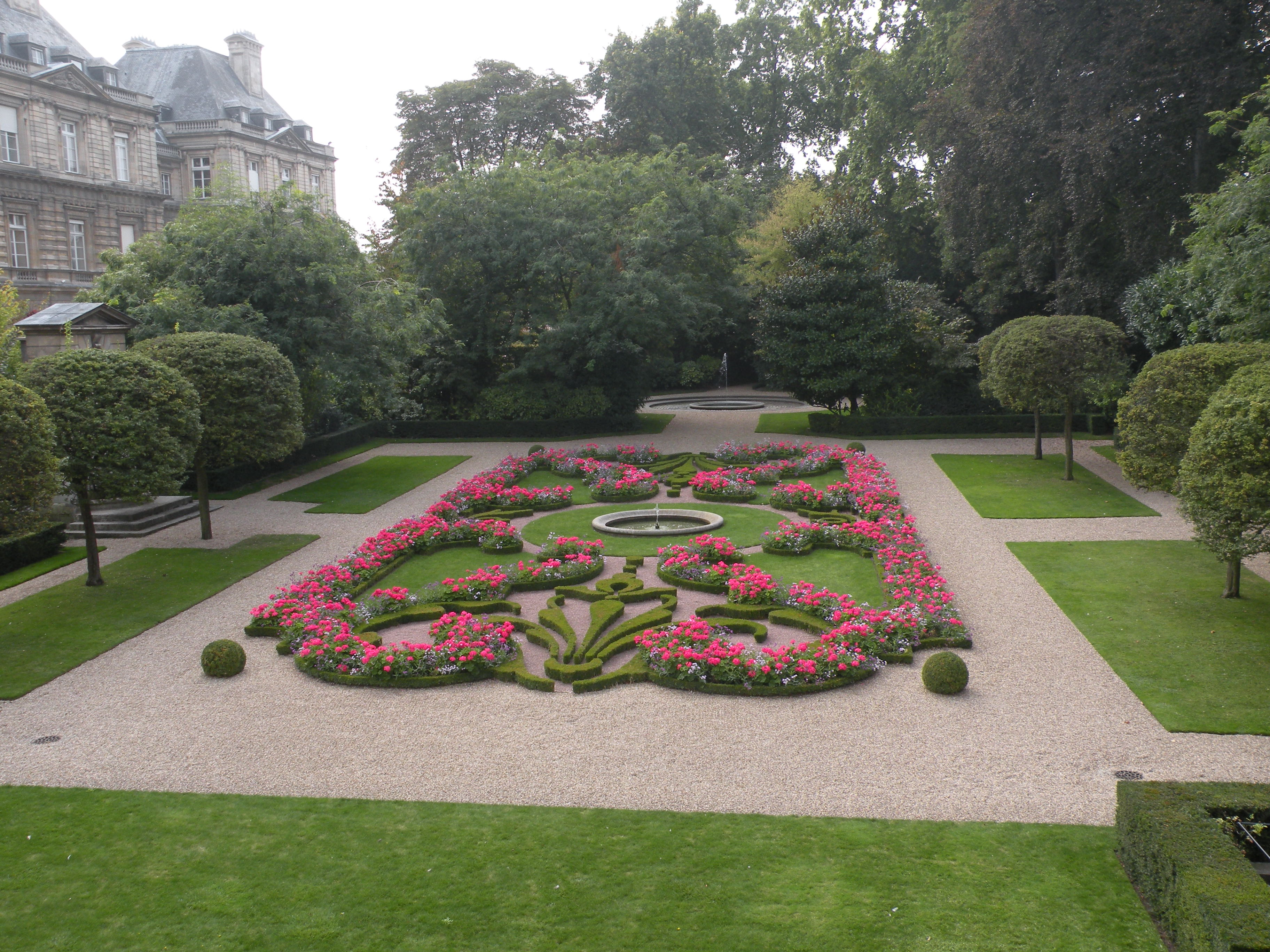
Собственный сад в «регулярном стиле»
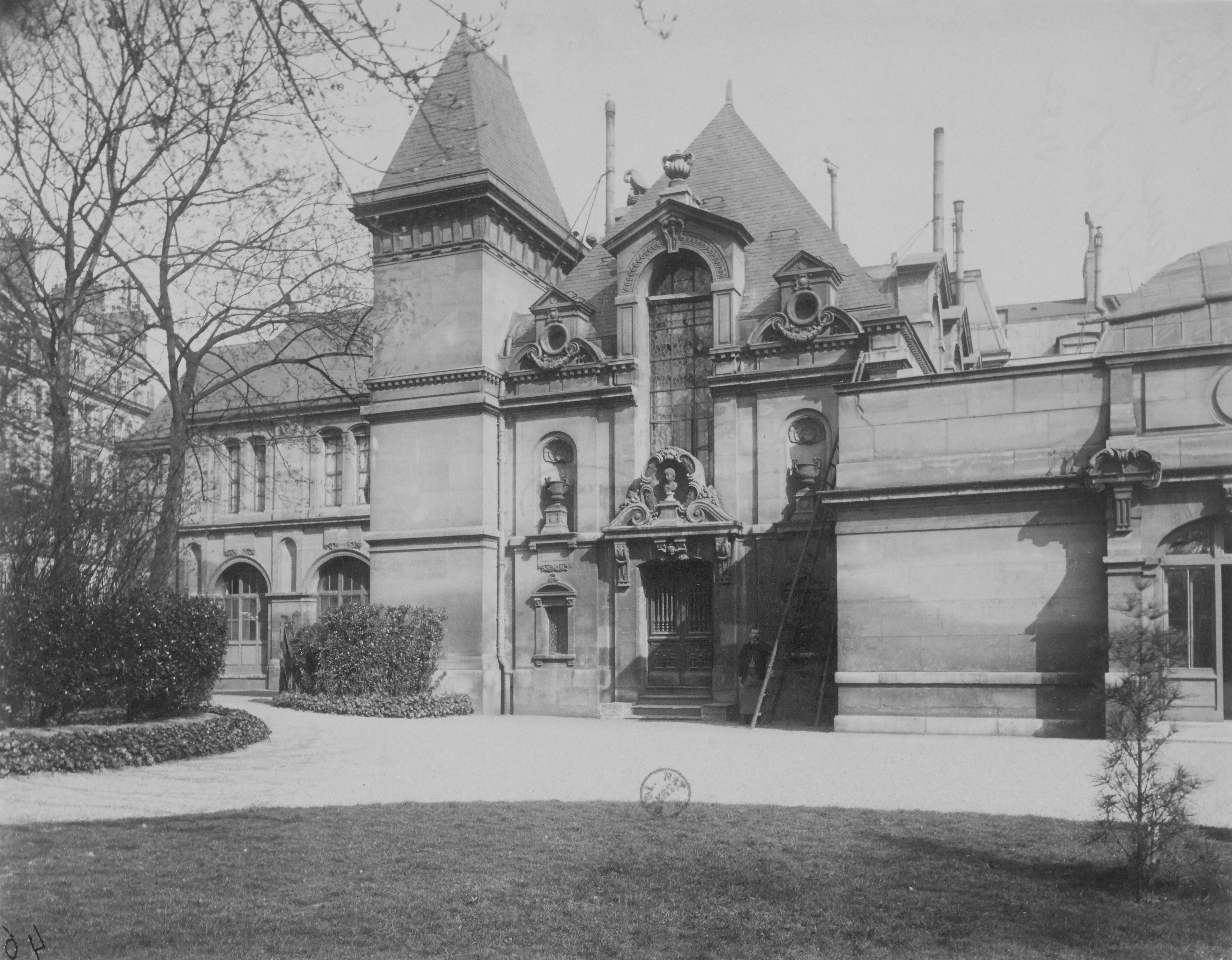
Капелла Марии Медичи. Фотография 1903 г.
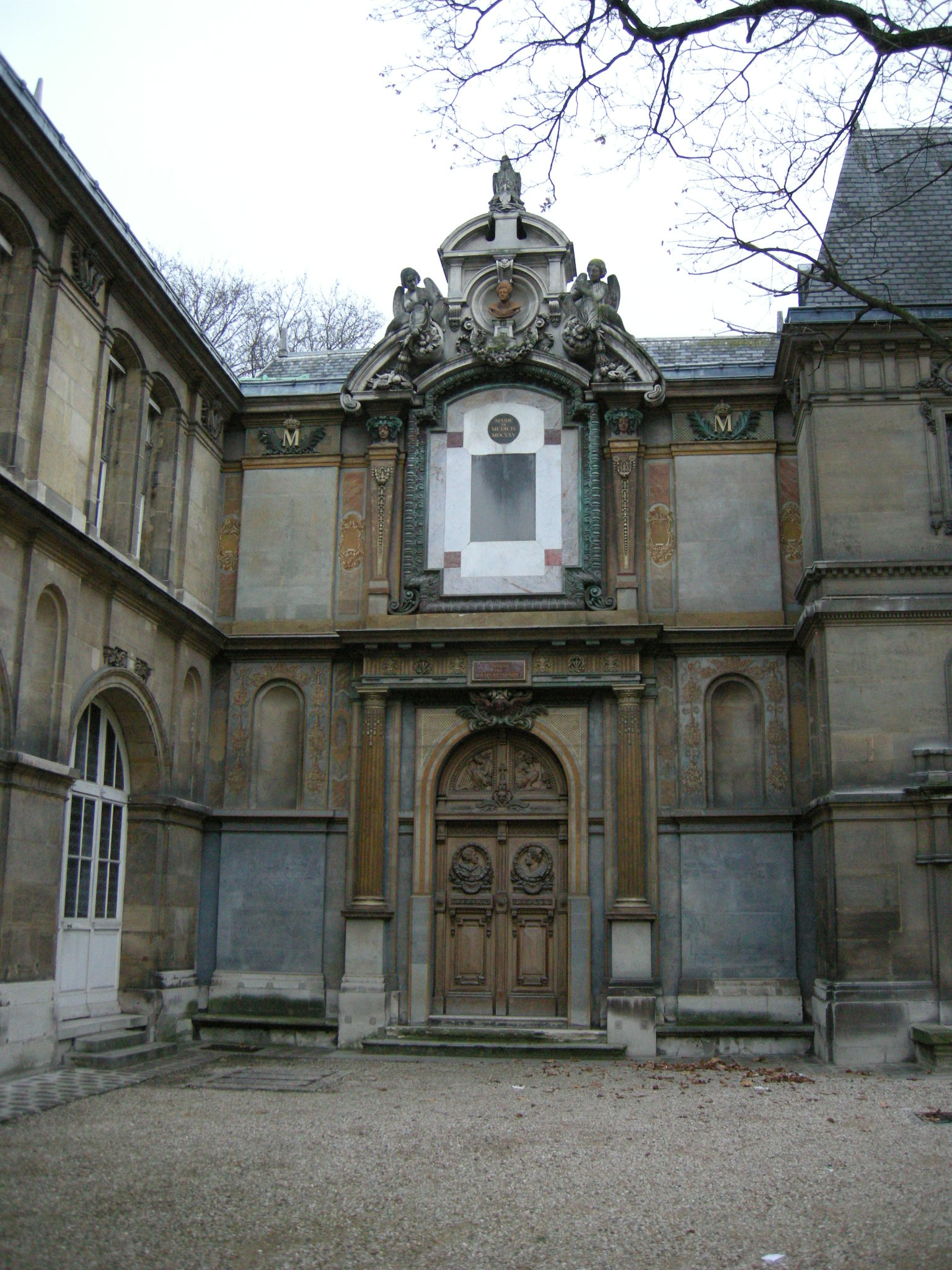
Капелла Марии Медичи
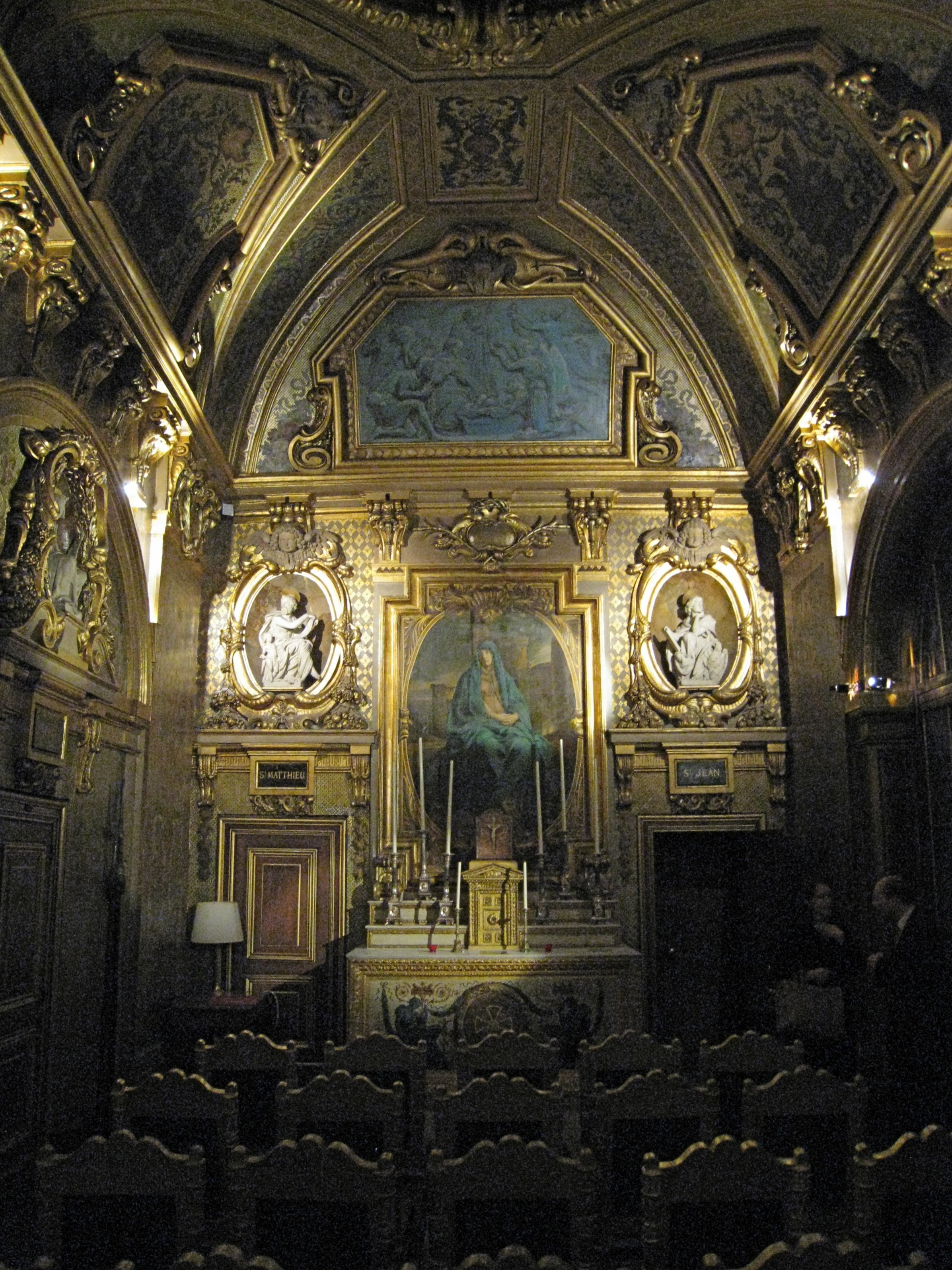
Интерьер капеллы
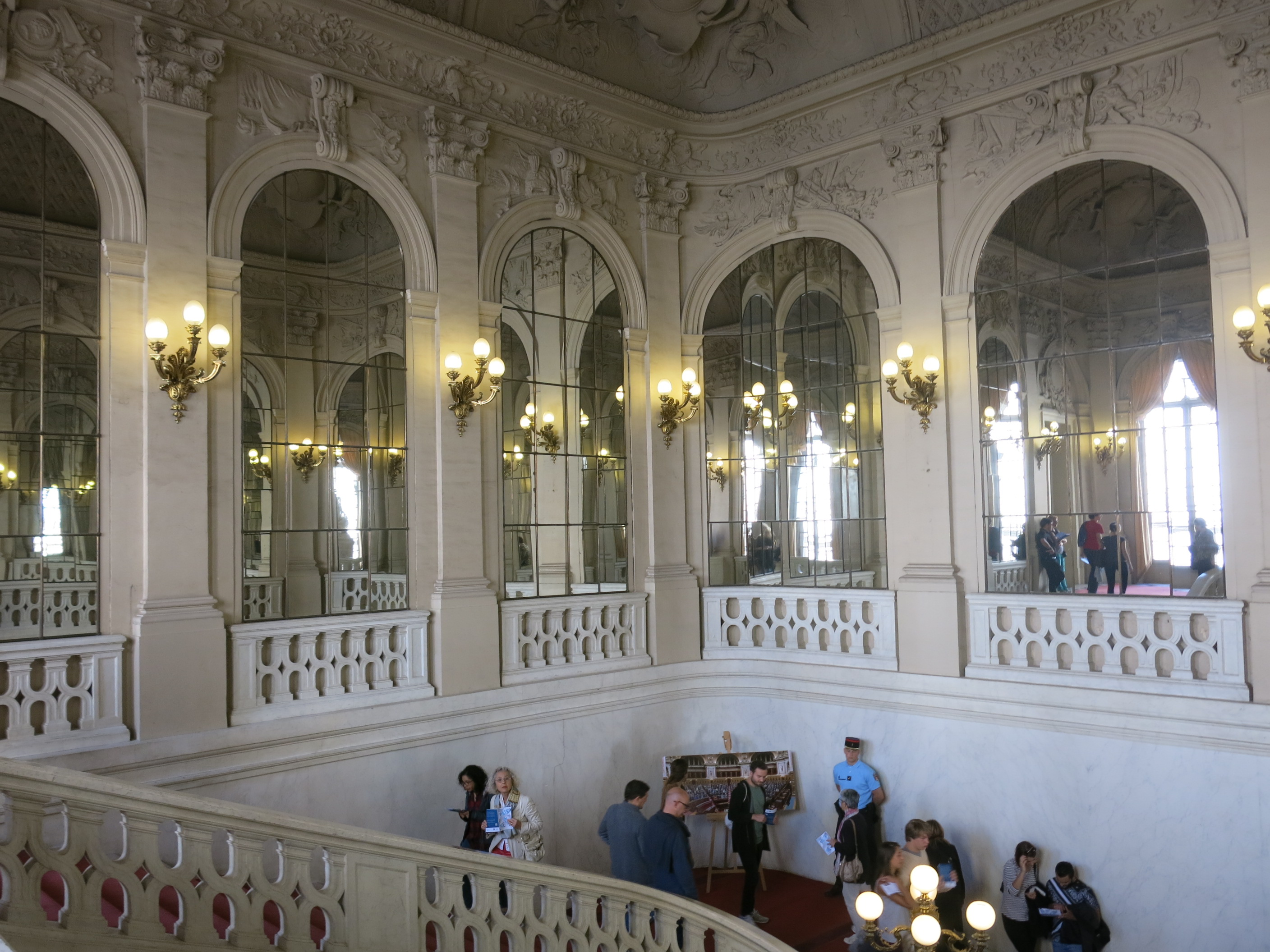
Лестница Бофрана
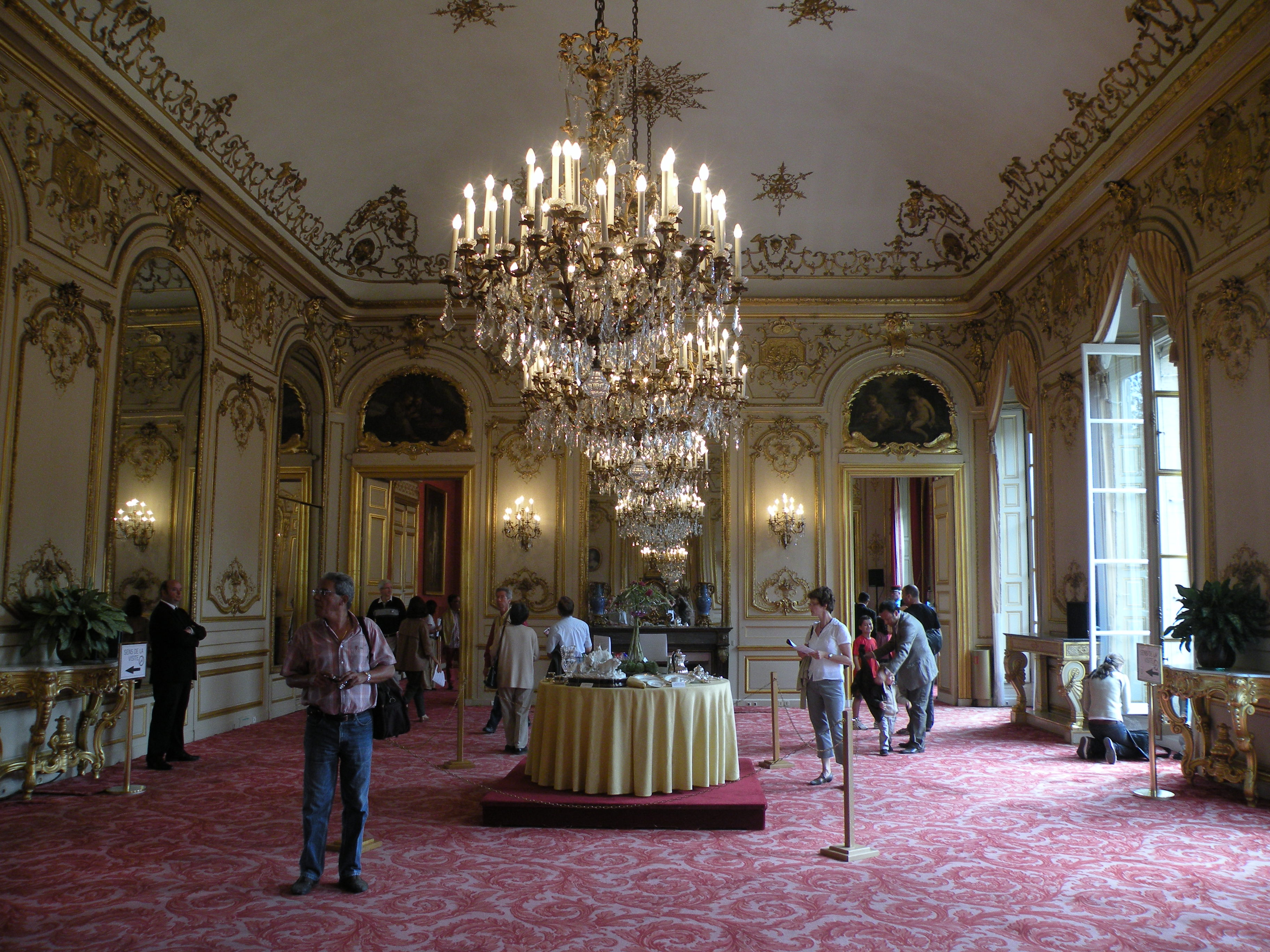
Большой салон
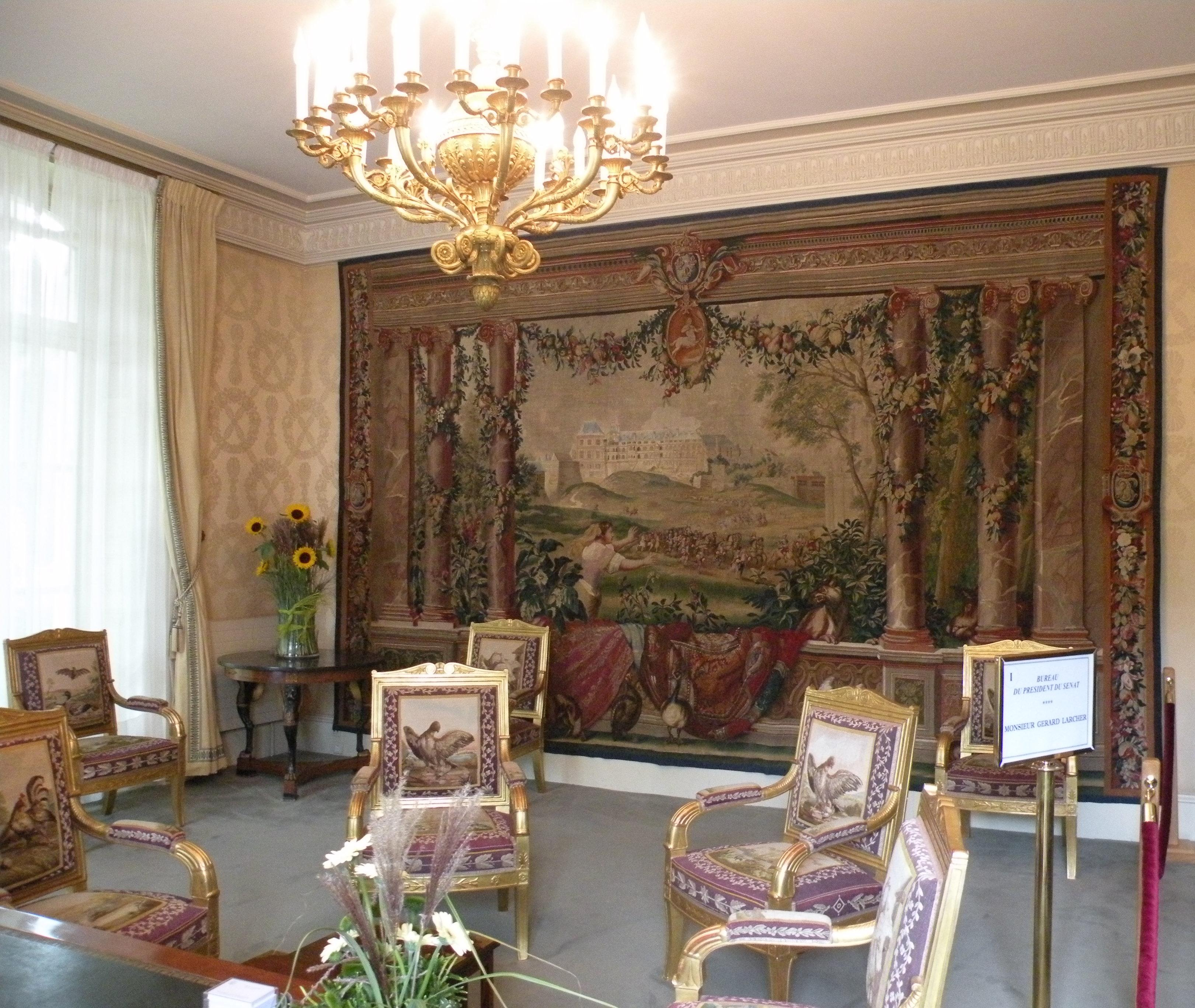
Кабинет президента Сената